# Чемпионат России по футболу среди женщин 1998 (первый дивизион)
Первый дивизион по футболу среди женских команд 1998 — 7-й футбольный турнир Первого дивизиона (до сезона 1997 включительно называвшегося «Первой лигой») — второго по силе дивизиона в системе женских футбольных лиг России. Победителем Первого дивизиона стал клуб Русь-Чертаново из Москвы, но клуб остался в Первом дивизионе потому, что являлся фарм-клубом Чертаново.

## Участники
Сводная статистика участников
учтены матчи завершённых сезонов
без учёта мячей забитых в сериях послематчевых пенальти
с учётом технических результатов

| команда        | команда     | сезоны | сезоны          | Результаты выступлений | Результаты выступлений | Результаты выступлений | Результаты выступлений | Результаты выступлений | Результаты выступлений | Результаты выступлений | Результат в сезоне 1997 | Примечания           |
| наименование   | город       | #      | года            | И                      | В                      | Н                      | П                      | ЗМ                     | ПМ                     | РМ                     | Результат в сезоне 1997 | Примечания           |
| -------------- | ----------- | ------ | --------------- | ---------------------- | ---------------------- | ---------------------- | ---------------------- | ---------------------- | ---------------------- | ---------------------- | ----------------------- | -------------------- |
| Русь-Чертаново | Москва      | 4      | 1992, 1995—1997 | 63                     | 33                     | 10                     | 20                     | 130                    | 83                     | +47                    | Первая лига, 2-е место  | Русь (1992)          |
| Вологжанка     | Вологда     | 3      | 1995—1997       | 38                     | 7                      | 3                      | 28                     | 40                     | 105                    | -65                    | Первая лига, 4-е место  |                      |
| Виктория       | Белгород    | 1      | 1997            | 10                     | 2                      | 0                      | 8                      | 9                      | 51                     | -42                    | Первая лига, 5-е место  |                      |
| Катюша-Спартак | Москва      | 1      | 1997            | 10                     | 1                      | 0                      | 9                      | 9                      | 52                     | -43                    | Первая лига, 6-е место  | Катюша-Москва (1997) |
| Диана          | Москва      | —      | —               | —                      | —                      | —                      | —                      | —                      | —                      | —                      | —                       | дебютант             |
| Нива           | Каменоломни | —      | —               | —                      | —                      | —                      | —                      | —                      | —                      | —                      | —                       | дебютант             |
| Рязаночка      | Рязань      | —      | —               | —                      | —                      | —                      | —                      | —                      | —                      | —                      | —                       | дебютант             |

Клуб Первой лиги 1997 Сила (Санкт-Петербург) в связи с финансовыми трудностями отказалась выступать в Чемпионате России 1998 года, клуб Волжанка (Чебоксары)  исключена после 8 игр за неуплату регистрационного сбора (все результаты аннулированы).

## Турнирная таблица
| Поз | Команда                 | И  | В  | Н | П  | МЗ | МП | РМ  | О  | Квалификация или выбывание |
| --- | ----------------------- | -- | -- | - | -- | -- | -- | --- | -- | -------------------------- |
| 1   | Русь-Чертаново (Москва) | 12 | 10 | 1 | 1  | 53 | 3  | +50 | 31 |                            |
| 2   | Диана (Москва)          | 12 | 9  | 2 | 1  | 29 | 8  | +21 | 29 | Переход в Высший дивизион  |
| 3   | Вологжанка (Вологда)    | 12 | 8  | 1 | 3  | 33 | 11 | +22 | 25 |                            |
| 4   | Катюша-Спартак (Москва) | 12 | 5  | 0 | 7  | 25 | 42 | -17 | 15 |                            |
| 5   | Виктория (Белгород)     | 12 | 3  | 0 | 9  | 10 | 21 | -11 | 9  |                            |
| 6   | Нива (Каменоломни)      | 12 | 3  | 0 | 9  | 11 | 37 | -26 | 9  |                            |
| 7   | Рязаночка (Рязань)      | 12 | 2  | 0 | 10 | 7  | 46 | -39 | 6  | отказ                      |

1. ↑  Молодёжная команда «Русь-Чертаново» осталась в Первом дивизионе, потому что в являлась фарм-клубом «Чертаново».
2. ↑  Дальнейшее участие фарм-клуба ВДВ команды «Рязаночка» в чемпионате страны посчитали не целесообразным